# Aleja Przyjaźni w Krakowie
Aleja Przyjaźni – ulica w Krakowie, w dzielnicy XVIII Nowa Huta, w starszej części Nowej Huty.
Dwukierunkowa, jednojezdniowa ulica jest jedną z przecznic alei Róż, łączy al. gen. Władysława Andersa z al. Solidarności.

## Historia
Aleja ta była jednym z pierwszych traktów wytyczonych w nowo budowanym mieście. Powstała około 1949 roku i wtedy też ukształtował się jej obecna forma. Została zaprojektowana przez Tadeusza Ptaszyckiego. Od początku swojego istnienia, przez okres komunizmu, nosiła nazwę ulicy Przyjaźni Polsko-Radzieckiej. Nazwa ta została nadana przez komunistyczne władze w ramach propagowania przyjaźni Polski ze Związkiem Radzieckim. Jakiś czas później nazwę skrócono do ulicy Przyjaźń. Około 1989 roku Rada Miasta Krakowa nadała jej imię alei.
W 2011 roku, rok po katastrofie polskiego Tu-154 w Smoleńsku, radni dzielnicy XVIII Nowa Huta zaproponowali, aby przemianować ulicę z alei Przyjaźni na aleję Lecha i Marii Kaczyńskich. Spotkało się to jednak z dezaprobatą mieszkańców Krakowa, którzy obronili starą nazwę, tłumacząc, że mają do niej sentyment.

## Przebieg
Aleja Przyjaźni rozpoczyna swój bieg przy skrzyżowaniu z aleją gen. Władysława Andersa. W początkowym odcinku, w niewielkiej odległości od skrzyżowania, arteria biegnie w kierunku wschodnim i przecina osiedle Zgody, a także skwery Jacka Kuronia oraz Zbigniewa Romaszewskiego. Następnie nadal prowadzi na wschód, w kierunku skrzyżowania z aleją Solidarności, przecinając jeszcze park Ratuszowy oraz osiedle Centrum B i C. W końcowym odcinku arteria przecina także park Szwedzki.

## Infrastruktura
Aleję Przyjaźni tworzy dwupasmowa ulica. W jej ciągu znajdują się dwa przystanki autobusowe KMK – pętla autobusowa Aleja Przyjaźni, oraz Aleja Róż. W otoczeniu arterii znajdują się m.in.: osiedle Zgody, skwer Jacka Kuronia, skwer Zbigniewa Romaszewskiego, osiedle Centrum B i C, park Ratuszowy, park Szwedzki.

## Galeria

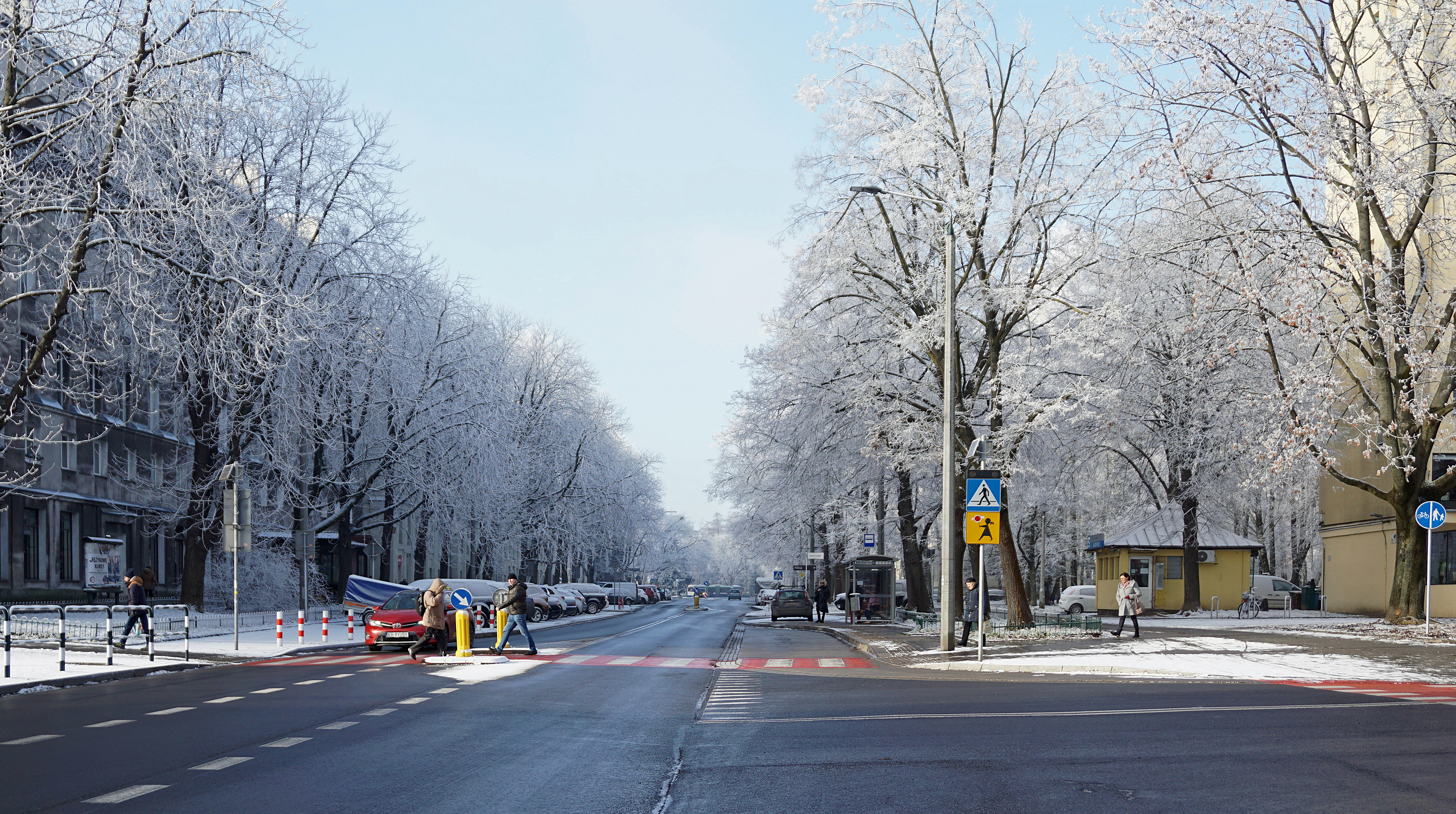
Widok na zachód na skrzyżowaniu z aleją Róż